# Zajazd Adlera
Zajazd Adlera (Adlerówka) – zabytkowy budynek w Gdyni. Mieści się w obrębie zespołu ruralistyczno-kuracyjnego w Orłowie, przy ul. Orłowskiej 8.

## Historia
Został zbudowany ok. 1840 z inicjatywy Johanna Adlera jako pensjonat. W okresie międzywojennym hotel, a następnie siedziba szkoły plastycznej. Od 1978 wpisany jest do rejestru zabytków. W latach 2011–2013 przeszedł renowację, która pochłonęła 3 mln zł.